# Hősakadémia
A Hősakadémia (eredeti cím: Boku no Hero Academia) egy japán manga, melyet Kōhei Horikosi írt és rajzolt. A szuperhősmanga első fejezete 2014. július 7-én jelent meg a Weekly Shōnen Jump című magazinban, az utolsó fejezet 2024. augusztus 5-én jelent meg. És 2016. április 3-án anime adaptációt kapott. A manga 42 kiadott köteten és 430 fejezete van. Az anime 7 sikeres évaddal rendelkezik, a 7. évadot pedig 2024 májusában kezdték sugározni Japánban. Magyarországon a Viasat 6 mutatta be 2019. október 9-én, a szinkront a Sony Pictures megbízásából a Balog Mix Stúdió készítette.

## Történet
Történetünk egy olyan világban játszódik, ahol az emberek különböző természetfeletti képességekkel születnek és az álomszakma, hogy szuperhősök legyenek, elérhetővé válik, de vannak olyanok is, akik nem a szuperhős, hanem a gonosztevő szerepet veszik magukra. Különböző iskolákban pedig Hőstanfolyamot is indítanak. Nagyon kevés ember van aki képesség nélkül születik, ugyanis ez egy igencsak apró tényezőn múlik, mégpedig, hogy az illetőnek van-e két ujjperc a kis lábujján. Itt kerül a képbe főszereplőnk, Midoriya Izuku. Minden gyereknek 4 éves koráig elő kell jönnie a képességének, de ez a mi főszereplőnkkel sajnos nem történt meg. Izuku egészen kiskorától oda van a szuperhősökért, főként az első számú hősért, All Mightért, a Béke Szimbólumáért. Mint minden kisgyerek Izuku is szuperhős akar lenni, ha felnő, így nem csoda, hogy szegényt nagyon elszomorította, és hatalmas törést okozott neki, amikor megtudta, hogy nincs semmilyen képessége. 
Mindenki, még saját édesanyja is azt mondta neki, hogy adja fel álmát, de ő nem tette, kitartóan tanult és jelentkezett az egyik legjobb hősképző akadémiára, a UA-re. Természetesen mindenki kinevette őt ezért, ahogyan azért is, amiért egy füzetbe különböző információkat és feljegyzéseket ír a hivatásos hősökről. Itt már feltételezhetjük, hogy Izuku a vesztébe rohan és semmi esélye arra, hogy hős legyen vagy egyáltalán felvegyék őt a hőstagozatra, de ekkor főszereplőnk ezt mondja: „Ez a történet arról szól, hogyan lettem a legnagyobb hőssé.”
Főhősünk egy napon belefut egy gonosztevőbe, aki megtámadja őt, de jön All Might és megmenti. Midoriya ragaszkodott hozzá, hogy beszéljen a hősével és megkérdezte tőle, hogy lehet-e képesség nélkül hős. Erre All Might is nemleges választ adott neki, ettől pedig Izuku teljesen összetört. Már majdnem végleg feladta, amikor látta, hogy az előbb elfogott gonosztevő kiszabadult és elfogta egy óvodás kori barátját (Bakugou Katsuki),akin a gonosztevő képessége miatt egy hivatásos hős sem tud segíteni. Ekkor valami megmozdult Midoriyában és a gonosztevő felé kezdett rohanni, hogy megmentse barátját. All Might ezt később észrevette és segítségükre sietett, majd később, a történtek után megkereste Midoriyát és elismerte, hogy belőle is lehet hős. All Might ezután kiképzésben részesíti, hogy a fiú, mint utódja, átvehesse a képességét és bekerülhessen a UA Hőstagozatára. Midoriya hosszú, kemény és fájdalmas munkával befejezi a kiképzést, majd megszerzi All Might Képességét és a felvételi vizsgáját sikerrel zárja. Így megteszi első lépéseit a hőssé válás útján, amely hosszú és küzdelmekkel teli.Vannak az epizódok végén kis jelenetek, amikből dolgokat tudhatunk meg.Az animéhez adtak OVA részeket is.
Midoriyának suliidőben is kemény ellenfelkkel kell szembenéznie. A sorozatban mindig újabb és újabb gonosztevő jön be. Először a Gonoszok Ligája, majd a Nyolcszoros Megtisztulás, végül Gentle Criminal és segítője, La Brava.

## Szereplők
| Szereplők                          | Japán hang                                      | Angol hang                                                      | Magyar hang                                  | Leirás |
| ---------------------------------- | ----------------------------------------------- | --------------------------------------------------------------- | -------------------------------------------- | ------ |
| Midoriya Izuku / Deku              | Daiki Yamashita                                 | Justin Briner                                                   | Ungvári Gergely                              |        |
| Yagi Toshinori / All Might         | Kenta Miyake                                    | Christopher R. Sabat                                            | Sarádi Zsolt                                 |        |
| Bakugo Katsuki / Dynamight         | Nobuhiko Okamoto                                | Clifford Chapin                                                 | Timon Barna                                  |        |
| Todoroki Shoto / Shouto            | Yūki Kaji                                       | David Matranga                                                  | Hamvas Dániel                                |        |
| Uraraka Ochako / Uravity           | Ayane Sakura                                    | Luci Christian                                                  | Pekár Adrienn                                |        |
| Ida Tenya / Ingenium               | Kaito Ishikawa                                  | J. Michael Tatum                                                | Fehér Tibor                                  |        |
| Kirishima Eijiro / Vörös Lázadó    | Masuda Toshiki                                  | Justin Cook                                                     | Penke Bence                                  |        |
| Yaoyorozu Momo / Kreati            | Inoue Marina                                    | Coleen Clinkenbeard                                             | Kiss Virág                                   |        |
| Asui Tsuyu / Froppy                | Aoi Yūki                                        | Monica Rial                                                     | Hermann Lilla                                |        |
| Aoyama Yuga / Can't Stop Twinkling | Kuwano Yūga                                     | Joel McDonald                                                   | Pálmai Szabolcs                              |        |
| Tokoyami Fumikage / Tsukuyomi      | Hosoya Yoshimasa                                | Josh Grelle                                                     | Illés Dániel                                 |        |
| Mineta Minoru / Szőlőlé            | Ryō Hirohashi                                   | Brina Palencia                                                  | Berkes Bence                                 |        |
| Kaminari Denki / Chargebolt        | Tasuku Hatanaka                                 | Kyle Phillips                                                   | Horváth Miklós                               |        |
| Ashido Mina / Pinky                | Kitamura Eri                                    | Caitlin Glass                                                   | Gyöngy Zsuzsa                                |        |
| Jiro Kyoka / Earphone Jack         | Shindō Kei                                      | Trina Nishimura                                                 | Mikecz Estilla                               |        |
| Sero Hanta / Cellophane            | Furushima Kiyotaka                              | Christopher Bevins                                              | Markovics Tamás                              |        |
| Ojiro Mashirao / Tailman           | Miyoshi Kosuke                                  | Mike McFarland                                                  | Hám Bertalan                                 |        |
| Sato Rikido / Sugarman             | Nara Tōru                                       | Cris George                                                     | Szokol Péter (1. hang) Fehér Péter (2. hang) |        |
| Shoji Mezo / Tentacole             | Masakazu Nishida                                | Ian Sinclair                                                    | ?                                            |        |
| Hagakure Toru / Láthatatlan lány   | Kaori Nazuka                                    | Felecia Angelle                                                 | Bérczes Gabriella                            |        |
| Koda Koji / Anima                  | Takuma Nagatsuka                                | Greg Ayres                                                      | ?                                            |        |
| Aizawa Shota / Radírfej            | Junichi Suwabe                                  | Alex Organ (1. évad) Christopher Wehkamp (2. évad - napjainkig) | Dolmány Attila                               |        |
| Yamada Hizashi / Hangszóró Mike    | Hiroyuki Yoshino                                | Sonny Strait (1. évad) Dave Trosko (2. évad - napjainkig)       | Seder Gábor                                  |        |
| Nezu igazgató                      | Yasuhiro Takato                                 | Jerry Jewell                                                    | Bartucz Attila                               |        |
| Takeyama Yu / Mt. Lady             | Kaori Nazuka                                    | Jamie Marchi                                                    | Gulás Fanni                                  |        |
| Tizenhármas                        | Inuyama Inuko                                   | Morgan Berry                                                    | Gulás Fanni                                  |        |
| Nemuri Kayama / Éjfél              | Akeno Watanabe                                  | Elizabeth Maxwell                                               | Solecki Janka                                |        |
| Nishiya Shinji / Fatörzs Kamui     | Masamichi Kitada                                | Aaron Roberts                                                   | Barát Attila                                 |        |
| Todoroki Enji / Törekvő            | Tetsu Inada                                     | Patrick Seitz                                                   | Vass Gábor (1. hang) Sótonyi Gábor (2. hang) |        |
| Midoriya Inko                      | Kawakami Aya                                    | Jessica Cavanagh                                                | Kiss Erika                                   |        |
| Shimura Tenko / Shigaraki Tomura   | Kōki Uchiyama                                   | Eric Vale                                                       | Czető Roland                                 |        |
| All For One                        | Akio Ōtsuka                                     | John Swasey                                                     | Varga Rókus                                  |        |
| Shirakumo Oboro / Kurogiri         | Takahiro Fujiwara (Kurogiri) Kensho Ono (Oboro) | Chuck Huber (Kurogiri) Stephen Sanders (Oboro)                  | Maday Gábor                                  |        |
| Himiko Toga                        | Misato Fukuen                                   | Leah Clark                                                      | Tamási Nikolett                              |        |
| Bubaigawara Jin / Twice            | Daichi Endō                                     | Newton Pittman                                                  | Bogdán Gergő                                 |        |
| Todoroki Touya / Dabi              | Simono Hiro                                     | Jason Liebrecht                                                 | ?                                            |        |